# Giải bóng đá vô địch quốc gia Quần đảo Cook 2006
Giải bóng đá vô địch quốc gia Quần đảo Cook 2006 là mùa giải thứ 33 được ghi nhận của giải đấu bóng đá cao nhất ở Quần đảo Cook, với việc không rõ kết quả ở các mùa giải từ 1951 đến 1969, mùa giải 1986 và cả 1988–1990. Nikao Sokattak giành chức vô địch lần thứ 4 được ghi nhận. Takuvaine là đội á quân, với Tupapa Maraerenga về đích thứ ba. Đây là lần thứ ba có một đội bóng giành cú ăn ba danh hiệu sau thành tích của Titikaveka và Tupapa.